# Ligidium beieri
Ligidium beieri là một loài chân đều trong họ Ligiidae. Loài này được Strouhal miêu tả khoa học năm 1928.